# Simon Stevinkazerne

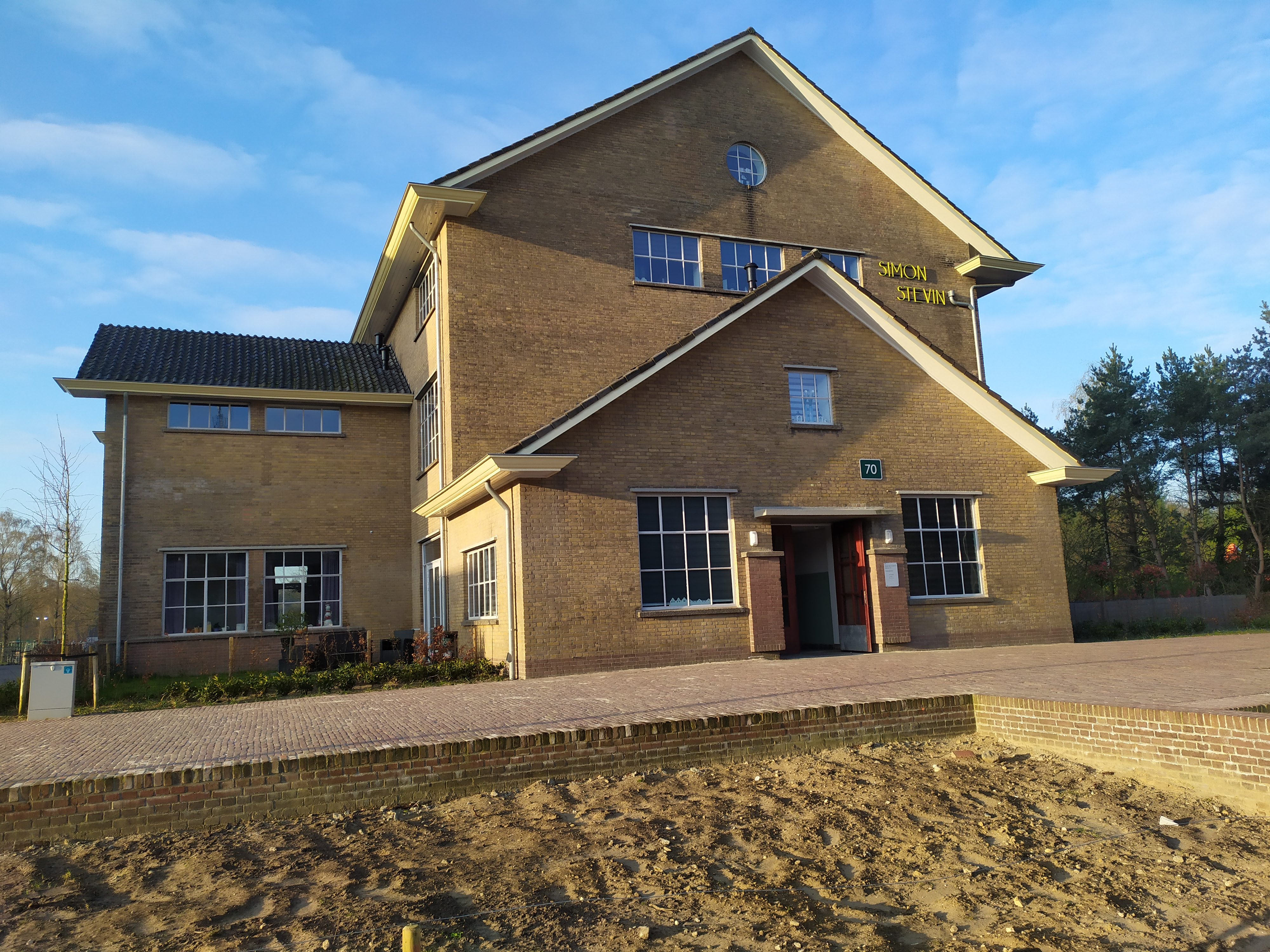
Een van de gebouwen van de voormalige kazerne in 2020

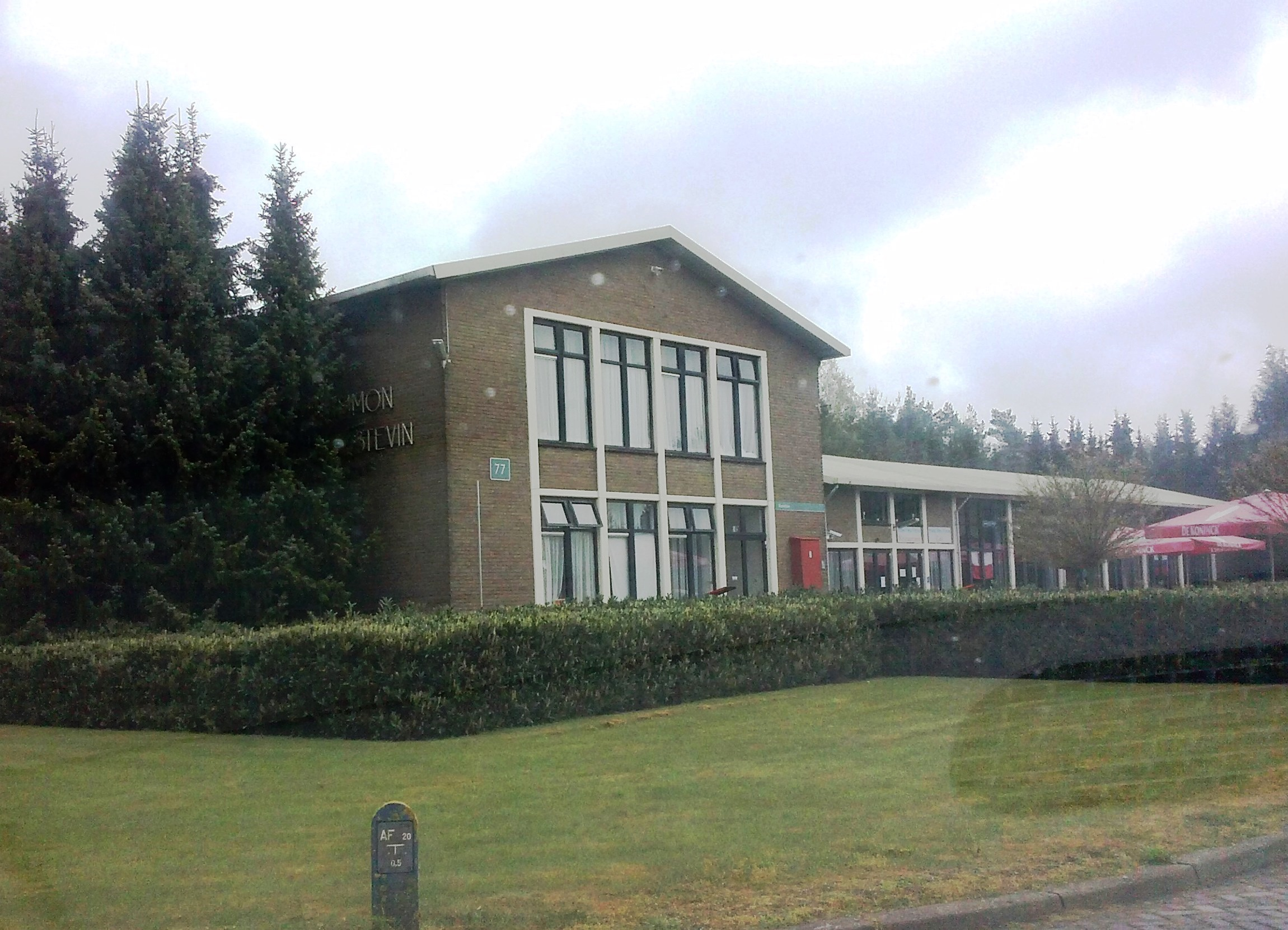
Voormalig gebouw van de Simon Stevinkazerne in 2015 (gesloopt)

De Simon Stevinkazerne is een voormalige legerkazerne in de Gelderse plaats Ede. Hij maakte tot eind 2010 deel uit van het kazernecomplex Ede-Oost, waartoe ook de Elias Beeckmankazerne behoorde.
De Simon Stevinkazerne was de grootste kazerne van Ede. Veel groter dan gebruikelijk was op het moment van aanbouw. Na de oorlog werden in de jaren 50 echter veel meer van deze grote kazernes gebouwd. Het oudste gedeelte werd gebouwd in de stijl van het zakelijk expressionisme, aangevuld met een kantine in jaren 50 stijl en een groot aantal gebouwen uit de jaren 70 en 80.

## Geschiedenis
De kazerne werd gebouwd in het kader van een landelijk bouwprogramma uit 1938, waar onder andere ook de naastgelegen infanteriekazerne Elias Beeckman deel van uitmaakte. Bij het begin van de Tweede Wereldoorlog in Nederland was de kazerne nog niet gereed. In 1939 was hier wel reeds het 12e Regiment Motor Artillerie (RMA) neergestreken. Van dit regiment waren wegens ruimtegebrek ook manschappen in barakken in de zuidelijker gelegen Mauritskazerne ondergebracht. In de meidagen van 1940 vocht 12 RMA in de Slag om de Grebbeberg.
Tijdens de oorlog liet de Duitse bezetter de kazerne afbouwen en voegde uitkijktorens en schuilkelders toe. De Duitsers gaven hem de naam Langenbergkaserne, een verwijzing naar de hoogte waarop de kazerne ligt. Het was tot de bevrijding in april 1945 een legerplaats voor de Waffen-SS.

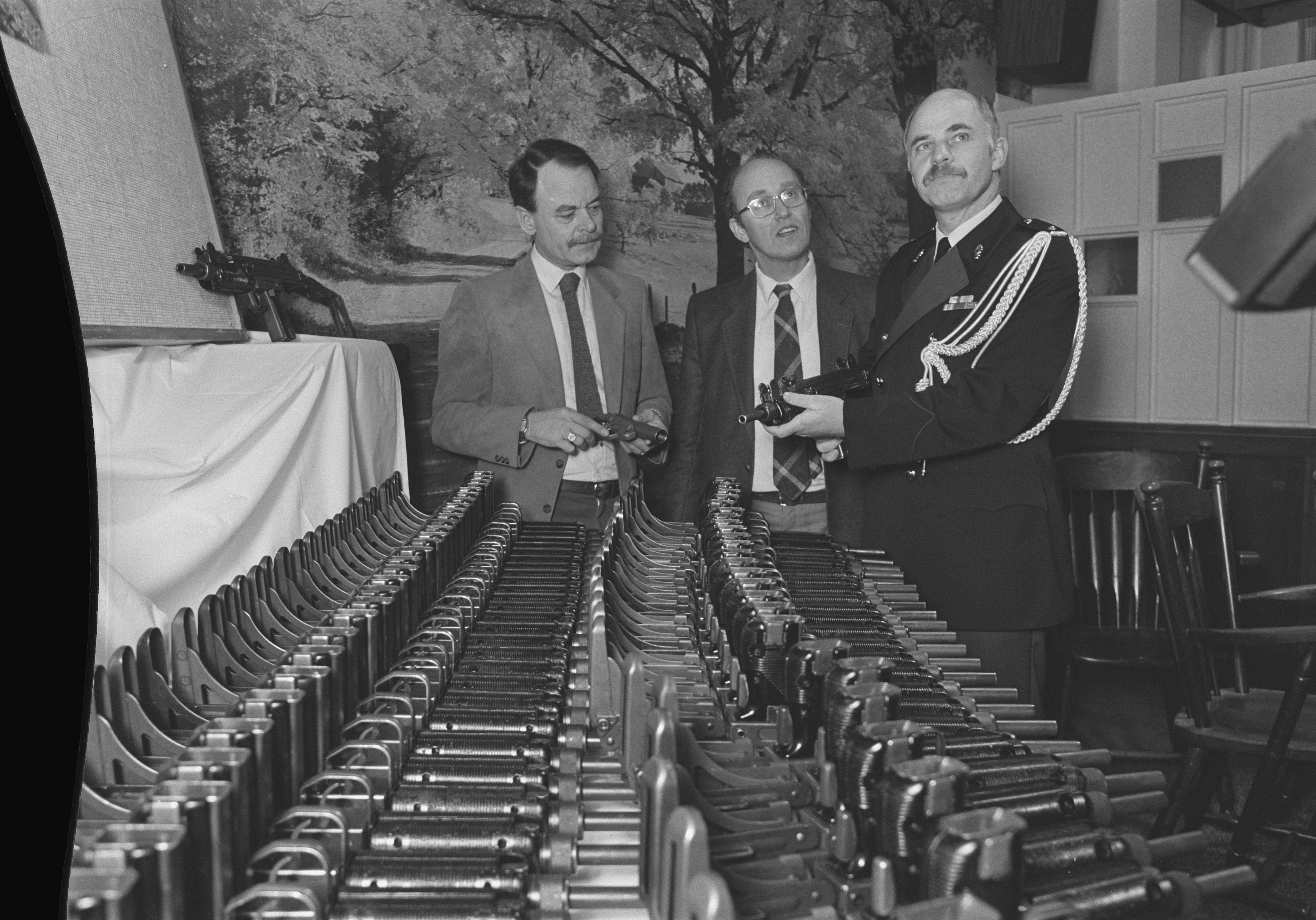
Persconferentie Marechaussee in Ede i.v.m. oplossing wapendiefstal

In 1946 werd in de Simon Stevinkazerne het 2e vredes- cq. opleidingsregiment Luchtdoel Artillerie gelegerd. In eerste instantie vooral voor de troepen die naar Nederlands-Indië vertrokken, maar later voor de Nederlandse Landmacht. Ook werd in 1946 de School Reserve Officieren Geneeskundige Dienst heropgericht en in deze kazerne gevestigd.
Het 2e Regiment Verbindingstroepen werd op 1 november 1951 in de Simon Stevinkazerne opgericht. Na het vertrek van de algemene opleiding van onderofficieren uit de Beeckmankazerne werd ook deze kazerne door de verbindingsdienst in gebruik genomen. Nadat eerst alleen kortdurende opleidingen te volgen waren in Ede, volgde later ook de Kaderschool voor dienstplichtig onderofficieren en de School Reserve Officieren Verbindingsdienst. In 1967 kwam de monteursopleiding vanuit de Hojelkazerne aan de Croeselaan in Utrecht naar Ede. Dit betekende dat alle Nederlandse opleidingen voor de verbindingsdienst in Ede waren ondergebracht. Hierin is tot de afstoting van de kazernes in 2010 vrijwel niets veranderd.
In januari 1987 vond in de Stevinkazerne een wapendiefstal plaats die de landelijke dagbladen haalde. Een oud-dienstplichtige ontvreemdde samen met drie handlangers 62 Uzi`s en 5 pistolen.
De Harderwijkse School Militaire Inlichtingen Dienst (SMID) kwam in 1988 naar de Stevinkazerne. Dit gebeurde in verband met de Koude Oorlog en de elektronische oorlogvoering. Deze school werd ook wel "spionnenschool", of "sectie stiekem" genoemd. Er werden opleidingen voor codeontcijfering, inlichtingen, Russische taal en krijgsgevangenenverhoor gegeven. Later kwam ook nog het Coördinatiecentrum Calamiteiten Koninklijke Landmacht naar de Stevinkazerne. Dit in verband met de centrale ligging van Ede.

## Toekomst

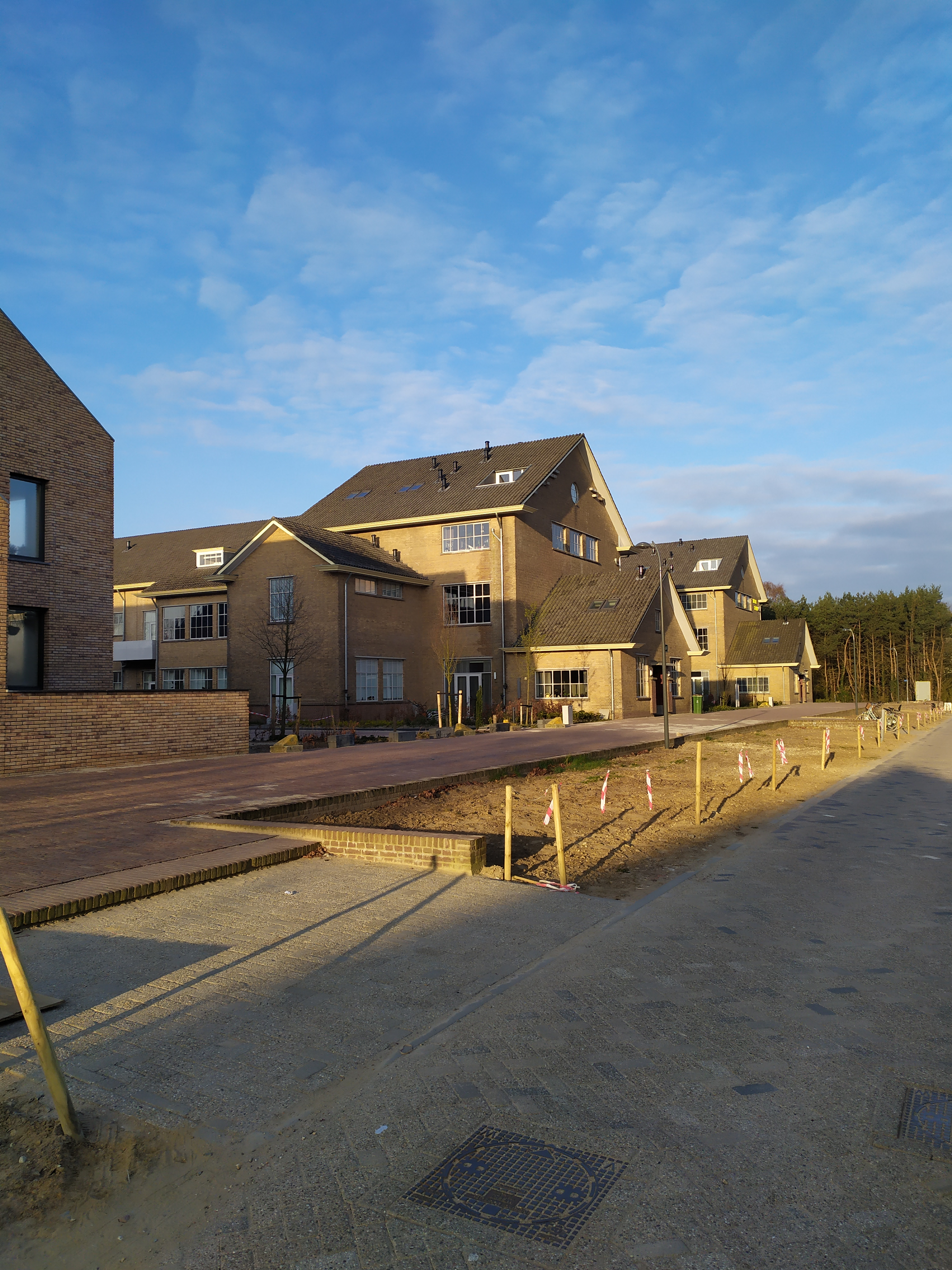
Een deel van het terrein in 2020

Op 1 januari 2011 heeft Defensie de kazernes overgedragen aan de gemeente Ede. Het terrein is opgenomen in het woningbouwproject "Veluwse Poort". De Simon Stevinkazerne werd, anders dan de andere Edese kazernes, niet aangemerkt als rijksmonument. Enkele gebouwen werden tijdelijk door de gemeente verhuurd, andere werden na verloop van tijd gesloopt. In 2017 werd een overeenkomst gesloten door de gemeende Ede en woningcorporatie Woonstede over de twee oude legeringsgebouwen van de kazerne. Deze zijn niet gesloopt, maar verbouwd tot appartementencomplex.

## Naam
De kazerne is genoemd naar de bekende Nederlandse ingenieur Simon Stevin die rond 1590 als adviseur van Prins Maurits diverse vestingwerken en legerkampen ontwierp.